# Château Mouton Rothschild
Pour les articles homonymes, voir Rothschild.
Château Mouton Rothschild est un domaine viticole réputé du Médoc, situé dans la commune de Pauillac. Il produit l'un des vins de Bordeaux les plus prestigieux, en appellation pauillac. Second grand cru dans la Classification officielle des vins de Bordeaux de 1855, il est le seul vin dont le classement est modifié, passant Premier grand cru en 1973.
Nommé initialement « Château Mouton », il est la propriété de la branche anglaise de la famille Rothschild depuis 1853. Chaque année depuis 1945, l'étiquette est illustrée par un artiste célèbre (parmi lesquels Chagall, Miro, Picasso…).
L'emblème du château est le bélier.

## Histoire

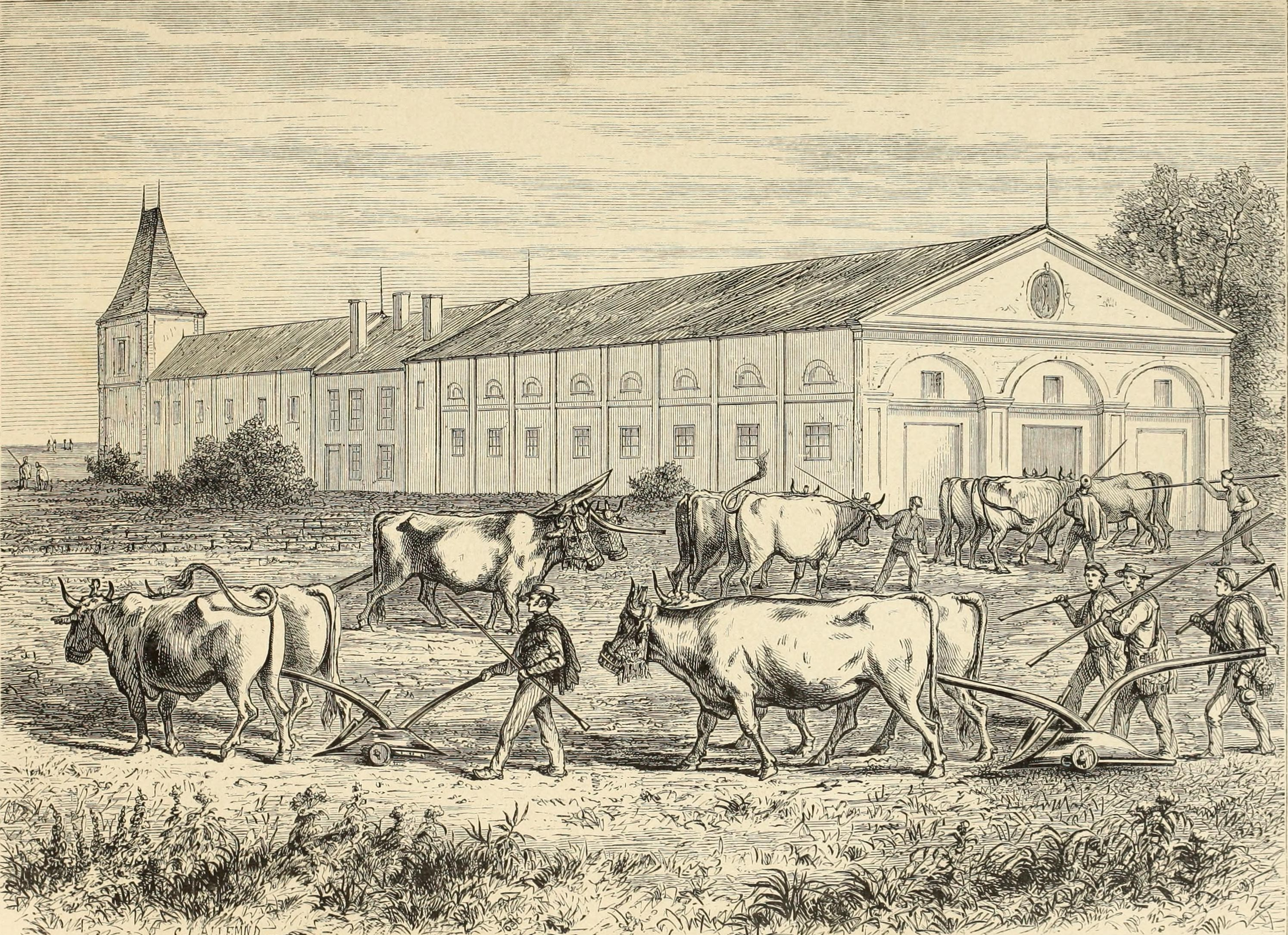
Illustration du Château Mouton Rothschild en 1838.

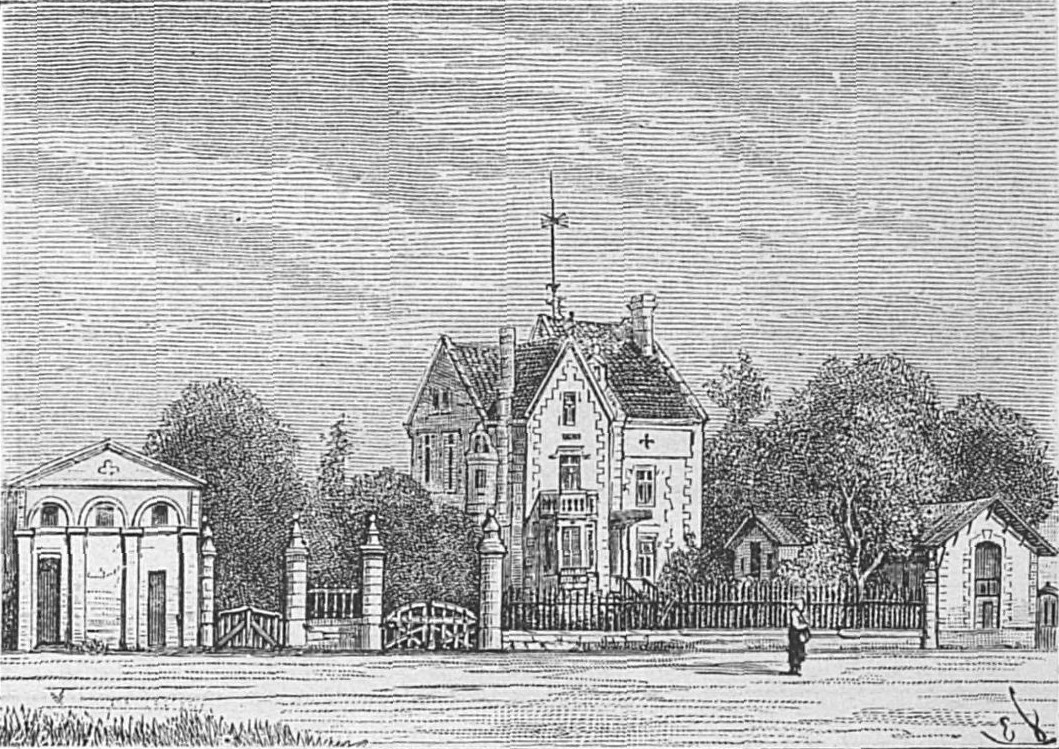
Illustration du Château Mouton Rothschild en 1893.

En 1853, le baron Nathaniel de Rothschild achète aux enchères le Château Brane Mouton à Pauillac, et le renomme Château Mouton Rothschild, qui sera classé en 1855 deuxième grand cru classé. Après le décès de Nathaniel de Rothschild en 1870, le château reste dans la famille, sans grand développement jusqu'en 1922 où le baron Philippe de Rothschild (arrière-petit-fils du baron Nathaniel) prend le contrôle du domaine. Il s'y implique pleinement dès 1923 : en 1924, il impose la mise en bouteille au château, jusque-là livré en barriques aux négociants (une première dans le Bordelais).
L'arrêté du 7 avril 1942 de l'État français décide de l'expropriation du domaine « pour cause d'utilité publique » afin que les propriétés échappent aux convoitises allemandes. Les administrateurs provisoires en font des écoles d’agriculture jusqu'à ce que les barons de Rothschild en reprennent possession à la fin de 1945.
En 1973, sous le septennat de Georges Pompidou qui avait travaillé à la banque Rothschild de 1954 à 1958, la seule révision jamais réalisée de la classification de 1855 consacre Mouton au rang de premier grand cru. À cette occasion la devise « Premier ne puis, second ne daigne, Mouton suis », est devenue : « Premier je suis, second je fus, Mouton ne change ».
En 1978, la société Baron Philippe de Rothschild S.A. qui gère entre autres Château Mouton Rothschild, créée, avec Robert Mondavi, viticulteur de la Napa Valley, Opus One en Californie (en association 50-50).
En 1988, après la mort de Philippe de Rothschild, c'est sa fille, Philippine de Rothschild qui en hérite.
Un nouveau cuvier gravitaire entre en service en 2012.
Depuis 2014, les trois enfants de Philippine de Rothschild, Camille Sereys de Rothschild, Philippe Sereys de Rothschild et Julien de Beaumarchais de Rothschild sont copropriétaires du château, le premier étant président du Conseil de Surveillance.
La famille Rothschild, propriétaire du Château Mouton Rothschild, est membre des Primum Familiæ Vini.

## Vins
Château Mouton Rothschild s'étend sur 91 hectares de vignes, dans l'appellation d'origine contrôlée pauillac. L'encépagement est typique du Médoc : cabernet sauvignon (78 %), cabernet franc (3 %), merlot (18 %) et petit verdot (1 %). Mouton Rothschild pratique une vinification inhabituelle en laissant le vin en cuve après la fin de la fermentation, donnant du corps supplémentaire, demandant une plus longue maturation en bouteille pour arriver à pleine maturité.
Château Mouton Rothschild produit également deux autres vins :
- « Aile d'Argent » depuis 1991, un vin blanc sec issu de vignes plantées en cépages blanc sur le domaine à Pauillac (54 % de sauvignon blanc, 33 % de sémillon, 12 % de sauvignon gris et 1 % de muscadelle) ;
- depuis 1993, le domaine produit un second vin : « Le Petit Mouton de Mouton Rothschild », généralement issu d'une sélection de vignes plus jeunes.

## Étiquettes
Mouton Rothschild est célèbre pour ses étiquettes, qui sont chaque année réalisées par un artiste différent.
En 1924, à l'occasion de la première mise en bouteille au Château, une étiquette spécifique est réalisée par l'affichiste Jean Carlu. C'est d'ailleurs une œuvre de l'artiste qui décore depuis 1994 l'étiquette du Petit Mouton. En 1945, le baron Philippe de Rothschild décide de célébrer la victoire en illustrant l'étiquette de Mouton Rothschild par le V de la victoire. Celle-ci est dessinée par Philippe Jullian. Depuis, chaque année l'étiquette du millésime est illustrée par un artiste contemporain.
Quelques exceptions ou particularités sont à signaler :
- 1953 : l'étiquette célèbre le centenaire de l'acquisition du domaine.
- 1973 : l'étiquette honore la mémoire de Picasso décédé le 8 avril de cette même année.
- 1977 : millésime dédié à la visite de la Reine-Mère d'Angleterre.
- 1978 : exceptionnellement, deux étiquettes existent pour ce millésime, Philippe de Rothschild n'ayant pas su départager les propositions de Jean-Paul Riopelle.
- 1987 : millésime dédié par Philippine de Rothschild à son père le baron Philippe, mort le 20 janvier 1988.
- 1993 : scandale autour de l'œuvre de Balthus, qui représente une adolescente nue. Une série limitée, sans le dessin, est éditée pour les États-Unis.
- 2000 : pas d'étiquette pour la bouteille du millénaire, elle est sérigraphiée. Le motif représente le bélier emblématique du château.
- 2003 : célèbre le cent-cinquantième anniversaire de l'acquisition de Château Mouton Rothschild. L'étiquette représente une photo de Nathaniel de Rothschild, sur fond de l'acte d'achat.

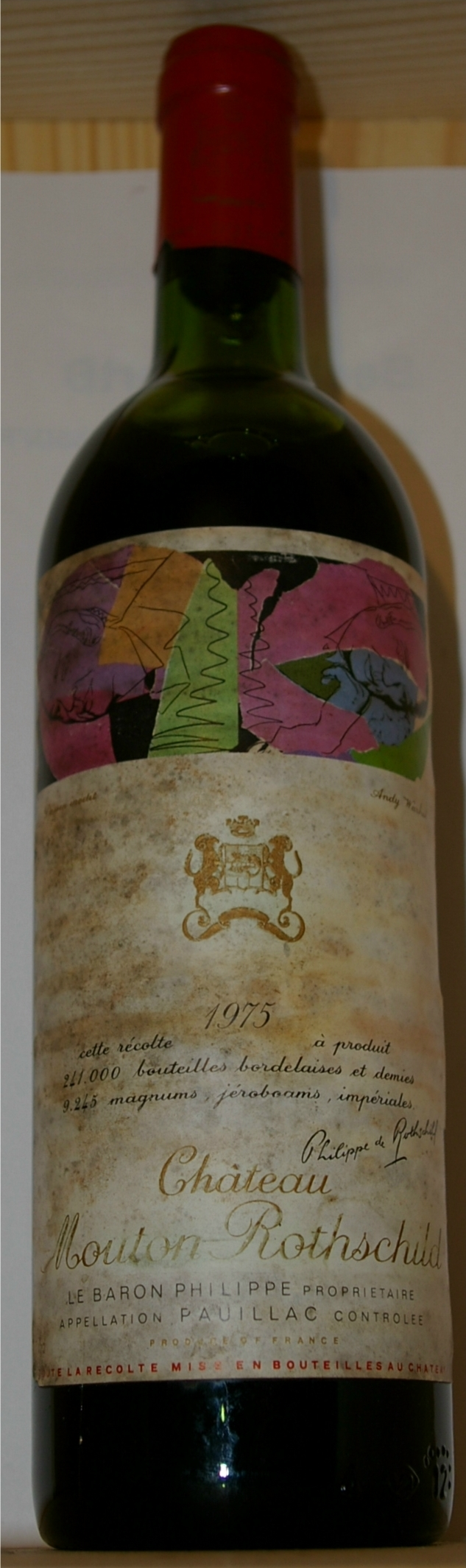
Mouton 1975.
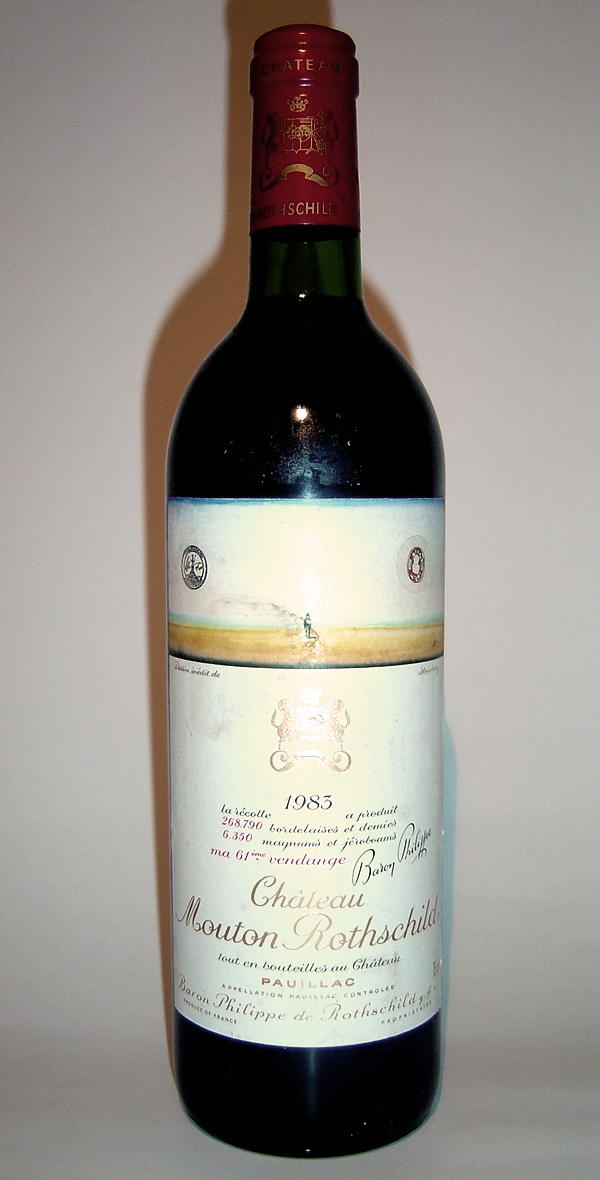
Mouton 1983.
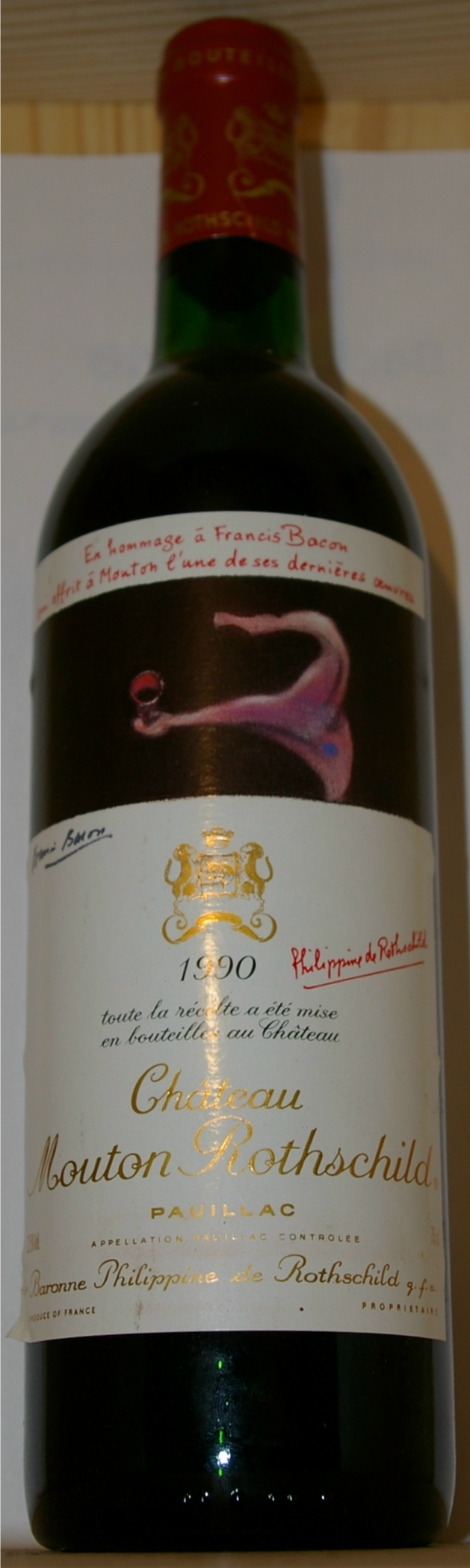
Mouton 1990.
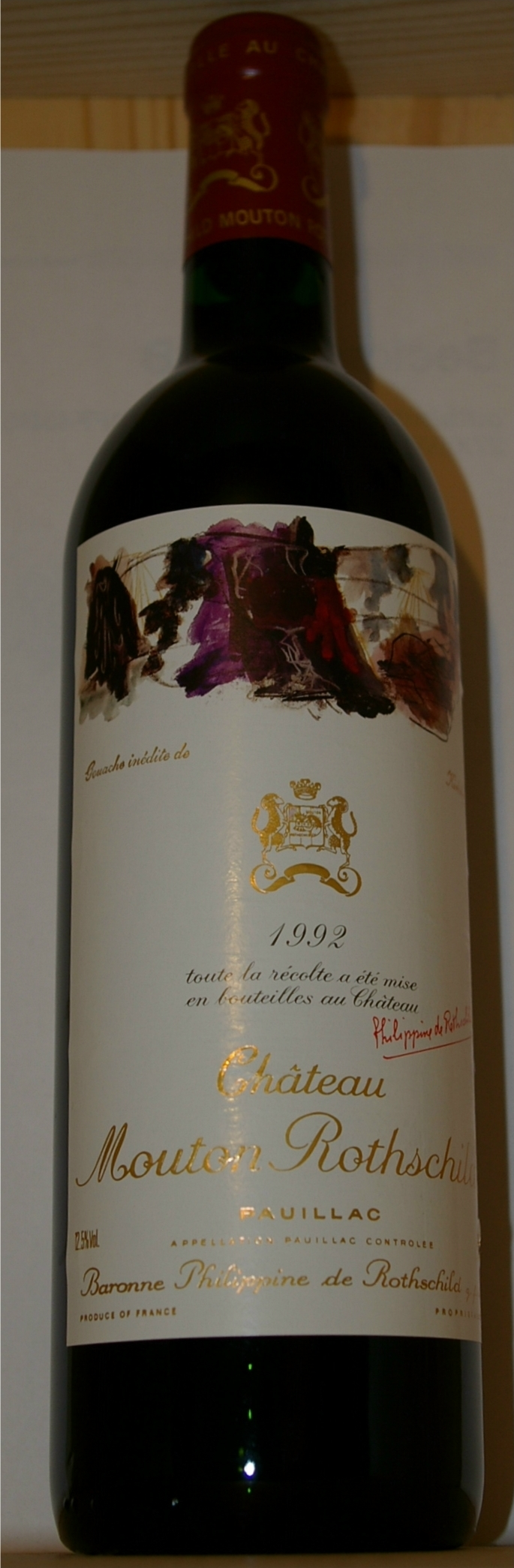
Mouton 1992.
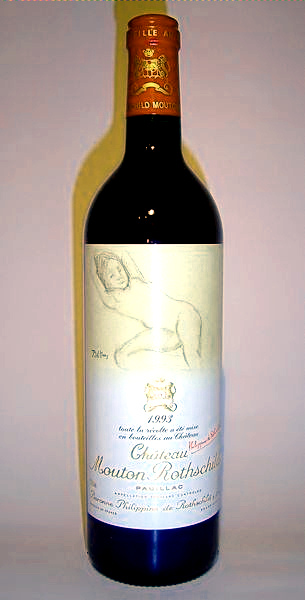
Mouton 1993.
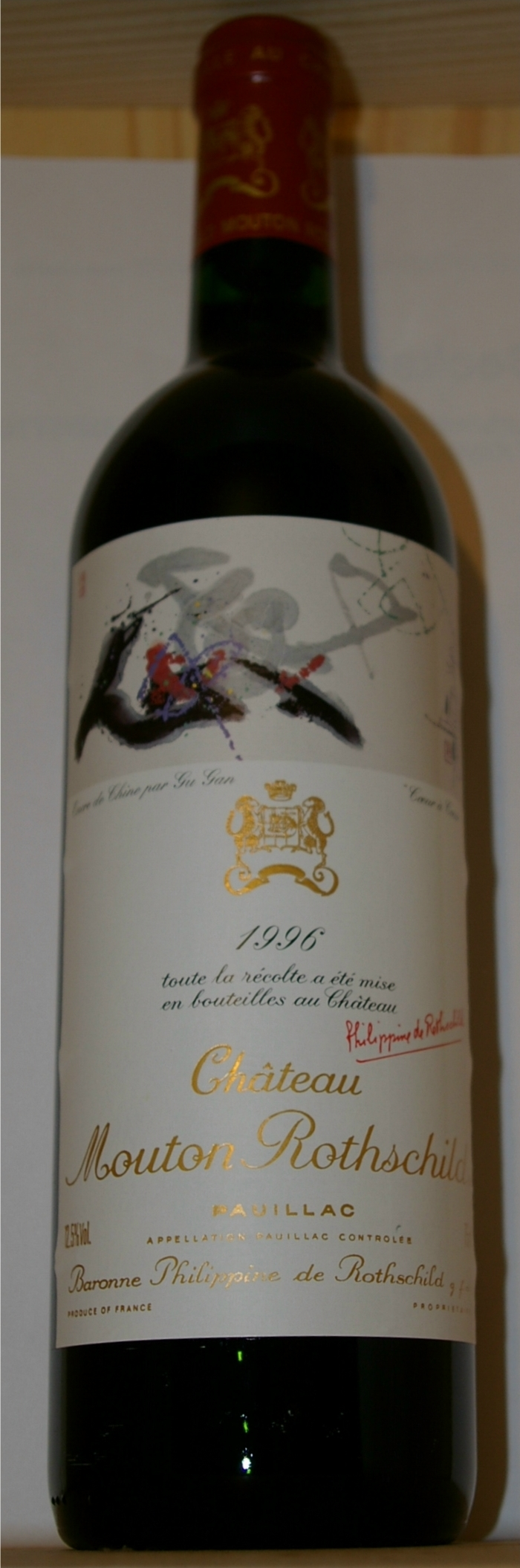
Mouton 1996.
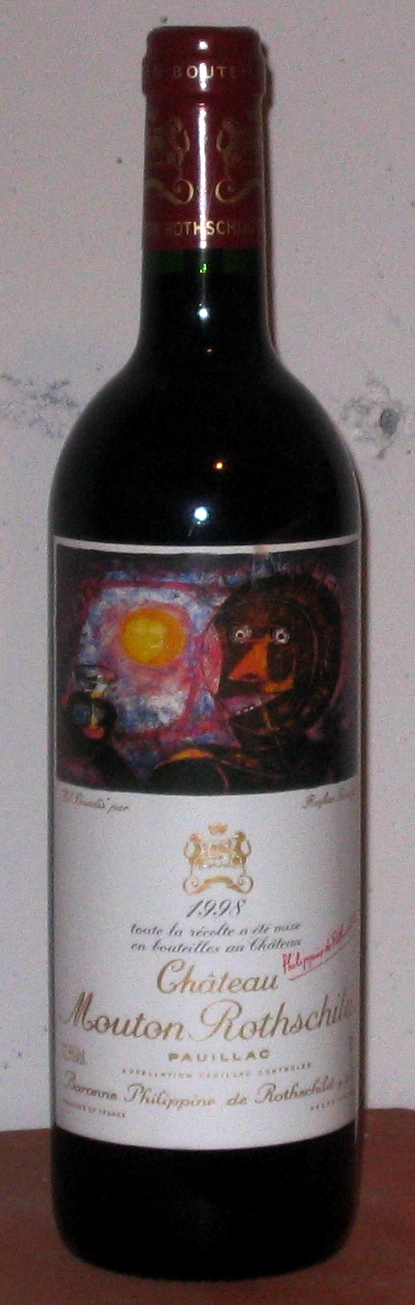
Mouton 1998.
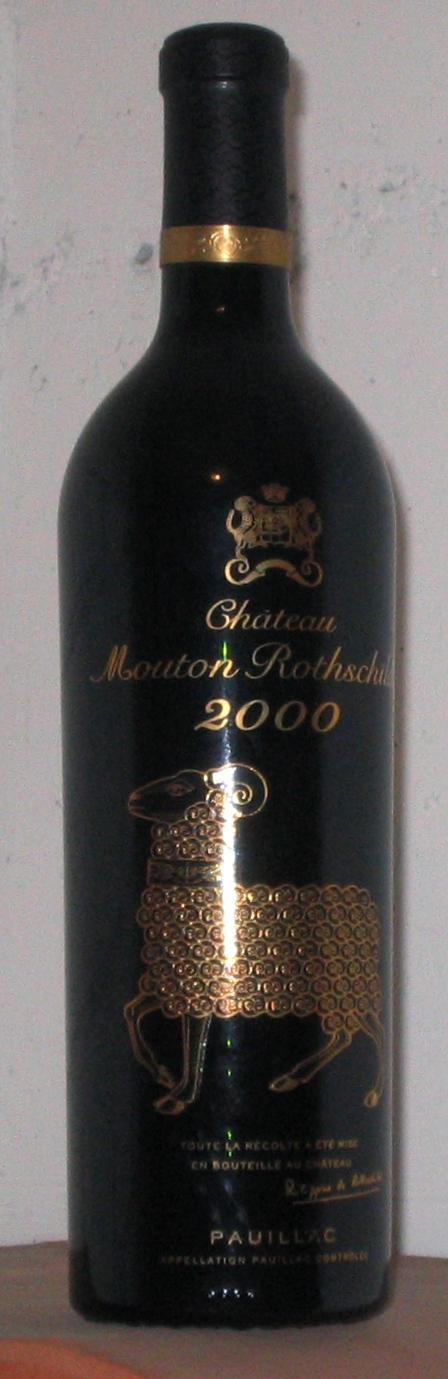
Mouton 2000.

## Anecdotes
Le Mouton Rothschild 1945 a déjà tenu le titre de vin le plus cher du monde lors d'une vente aux enchères le 28 septembre 2006 organisée par Christie's à Beverly Hills. Un lot de douze bouteilles de 1945 a atteint 290 000 $ (228 500 € le lot, soit 22 650 € pièce), et un lot de six magnums a trouvé preneur à 345 000 $ (272 000 €). Le précédent record était détenu par le romanée-conti 1985 dont les six magnums avaient été adjugés 134 315 € en mars 2005 lors d'une vente à New York.